# Open Arms (vaixell)
L'Open Arms és un vaixell de salvament operat per l'ONG Proactiva Open Arms.
Fa 36,9 metres de llargària i 9,5 metres d'amplària. Abans del 2018 portava el nom de Ibaizabal Tres.
El novembre de 2018 van iniciar una campanya conjunta els vaixells de Proactiva Open Arms, Mediterranea i Sea-Watch, que són l'Open Arms, el Mare Jonio i el Sea-Watch 3, juntament amb l'avió Moonbird per tal de prosseguir amb el rescat de refugiats al Mediterrani després d'unes setmanes en què els estats els havien impedit actuar de diverses maneres.